# Бренц (Мекленбург)
Бренц (нем. Brenz) — община в Германии, в земле Мекленбург-Передняя Померания.
Входит в состав района Людвигслуст. Подчиняется управлению Нойштадт-Глеве. Население составляет 531 человек (на 31 декабря 2010 года). Занимает площадь 12,39 км².
Коммуна подразделяется на 2 сельских округа.